# Museo Zoltán Kodály
Il Museo Zoltán Kodály (in ungherese Kodály Zoltán Emlékmúzeum) è situato a Budapest, in Ungheria, ed è dedicato a Zoltán Kodály, uno dei più importanti compositori ungheresi del XX secolo. Il museo fu aperto nel 1990 e occupa la capanna in cui il musicista visse e lavorò dal 1924 fino alla sua morte, avvenuta nel 1967, come ricorda una targa affissa su uno dei muri dell'edificio.
Il museo comprende tre stanze conservate nel loro stile originario e una quarta sala utilizzata per le esposizioni. È stato anche creato un archivio con i preziosi manoscritti musicali del compositore e la sua abbondante corrispondenza. Sono inoltre esposti il pianoforte, nel salone, e molte ceramiche tradizionali che il musicista collezionò durante i suoi studi etnografici. Si possono anche ammirare busti e ritratti di Kodály eseguiti da Lajos Petri.